# Edward Sheriff Curtis
Edward Sheriff Curtis (Whitewater, 16 de febrer de 1868 − Whittier, 19 d'octubre de 1952) va ser un fotògraf i etnòleg autodidacte estatunidenc.
Establert a Seattle com a fotògraf d'èxit, un encontre fortuït amb l'antropòleg George Bird Grinnell el posà en contacte amb les cultures natives nord-americanes. Aquesta descoberta, als 32 anys, li canvià la vida. A partir d'aleshores es dedicà durant més de 30 anys, de manera gairebé exclusiva, a documentar gràficament i recopilar per escrit la cultura dels natius nord-americans, amb l'objectiu de conservar la memòria d'unes formes de viure amenaçades per una desaparició imminent. Malgrat la manca de formació acadèmica, va deixar l'obra monumental The North American Indian, un recull exhaustiu de la cultura de les tribus dels Estats Units i part del Canadà en 20 volums, i la pel·lícula In the Land of the Head Hunters, precursora del cinema documental.
L'obra etnogràfica li va donar renom però no diners. Va viure els darrers anys modestament i quan va morir la seva obra ja s'havia oblidat. A partir de la dècada dels 1970 ha estat revaloritzada, si bé no tant pel valor acadèmic com per la qualitat artística, etnogràfica i humana de les fotografies.

## Biografia

### Infantesa i aprenentatge
Va néixer prop de Whitewater (Wisconsin). El seu pare, el reverend Johnson Asahel Curtis (1840−1887), era nascut a Ohio de família procedent del Canadà. Havia participat com a capellà de campanya a la Guerra de Secessió, que li havia malmès la salut, i portava amb dificultats una petita granja alhora que feia de predicador. La seva mare, Ellen Sheriff (1844−1912), era de Pennsylvania amb ascendència anglesa. La parella va tenir cinc fills. La infantesa d'Edward va ser pobre però tranquil·la. El 1874 la família es va traslladar al Comtat de Le Sueur (Minnesota). Sis anys més tard el pare va deixar la granja i s'instal·laren a la població de Cordova, on exercia de predicador de la comarca. Edward l'acompanyava sovint en els seus viatges pastorals, seguint els rius en canoa i acampant. Així es va desvetllar el seu gust per la natura. En aquesta època, seguint les instruccions d'un manual de fotografia, va construir-se ell mateix una càmera, aprofitant una lent que el seu pare havia portat de la guerra.
Als catorze anys Edward va deixar l'escola per ajudar a casa, a causa de la mala salut del seu pare. Als disset va entrar com a aprenent en un estudi fotogràfic a la petita ciutat de Saint Paul (Minnesota). Dos anys més tard acompanyà el seu pare, que necessitava un clima menys rigorós, a l'àrea de Seattle (Washington), esperant traslladar-hi en poc temps tota la família. Ho van fer uns mesos després, el maig de 1887, tot just tres dies abans que morís el pare de pneumònia. Edward els mantenia tots fent de llenyataire i altres feines feixugues.

### Fotògraf d'èxit
Seattle oferia moltes oportunitats per progressar, ja que era dinàmica i estava en ple creixement, era el principal port d'accés a l'Extrem Orient i a Alaska, i pas obligat per als buscadors d'or de Klondike. Després d'un accident treballant al bosc, que el tingué convalescent durant mesos, Edward entrà a treballar en un estudi fotogràfic i en poc temps aconseguí tenir estudi propi, associat amb Thomas Guptill. Tingué força èxit comercial fent retrats de luxe. També gaudí del reconeixement professional, i va guanyar nombrosos premis (sol o amb Guptill) tant de nivell local com estatal i nacional com la medalla de bronze de la Convenció Nacional de Fotògrafs (Nova York, 1896). Tots dos van ser declarats per la revista Argus com els fotògrafs capdavanters de la regió de Seattle. Més tard (1904), una fotografia seva va guanyar el concurs The Prettiest Children in America organitzat per una revista femenina, cosa que li va reportar l'encàrrec de fotografiar els fills del president Theodore Roosevelt.
Curtis estava al dia de les tendències del moment, especialment del corrent pictorialista, i es dedicà també a la fotografia de paisatges i a retratar la realitat del seu entorn: temes urbans, miners en camí al Klondike i, posteriorment, indis de la zona que freqüentaven la ciutat.
La seva bona situació econòmica li permetia assegurar l'estabilitat de la família: de la seva mare, el seu germà i les seves germanes, així com d'una cosina amb un fill. A més va poder donar-los feina sovint a l'estudi. El seu germà Ashael hi inicià la seva pròpia carrera com a fotògraf, tot i que per separat de la d'Edward des del 1889, a causa d'una discussió per l'autoria d'unes fotos després de la qual no es van reconciliar mai.
El 1896 es casà amb Clara J. Phillips (1874−1932), una amiga de la família que l'havia cuidat després de l'accident. Tingueren quatre fills: un noi i tres noies.
Curtis era també aficionat al muntanyisme. En una ascensió al Mont Rainier va conéixer Ella Mc Bride, que va esdevenir amiga de la família. Com que Guptill havia deixat l'estudi, Curtis i ella es van associar. Amb el temps, Mc Bride va esdevenir una de les fotògrafes nord-americanes més destacades, coneguda internacionalment. A més, la passió compartida per la muntanya els va implicar tots dos en un grup d'activistes que reclamava que es convertís el Mont Rainier en un Parc Nacional, objectiu que es va aconseguir el 1899.

### Fotògraf dels nadius americans

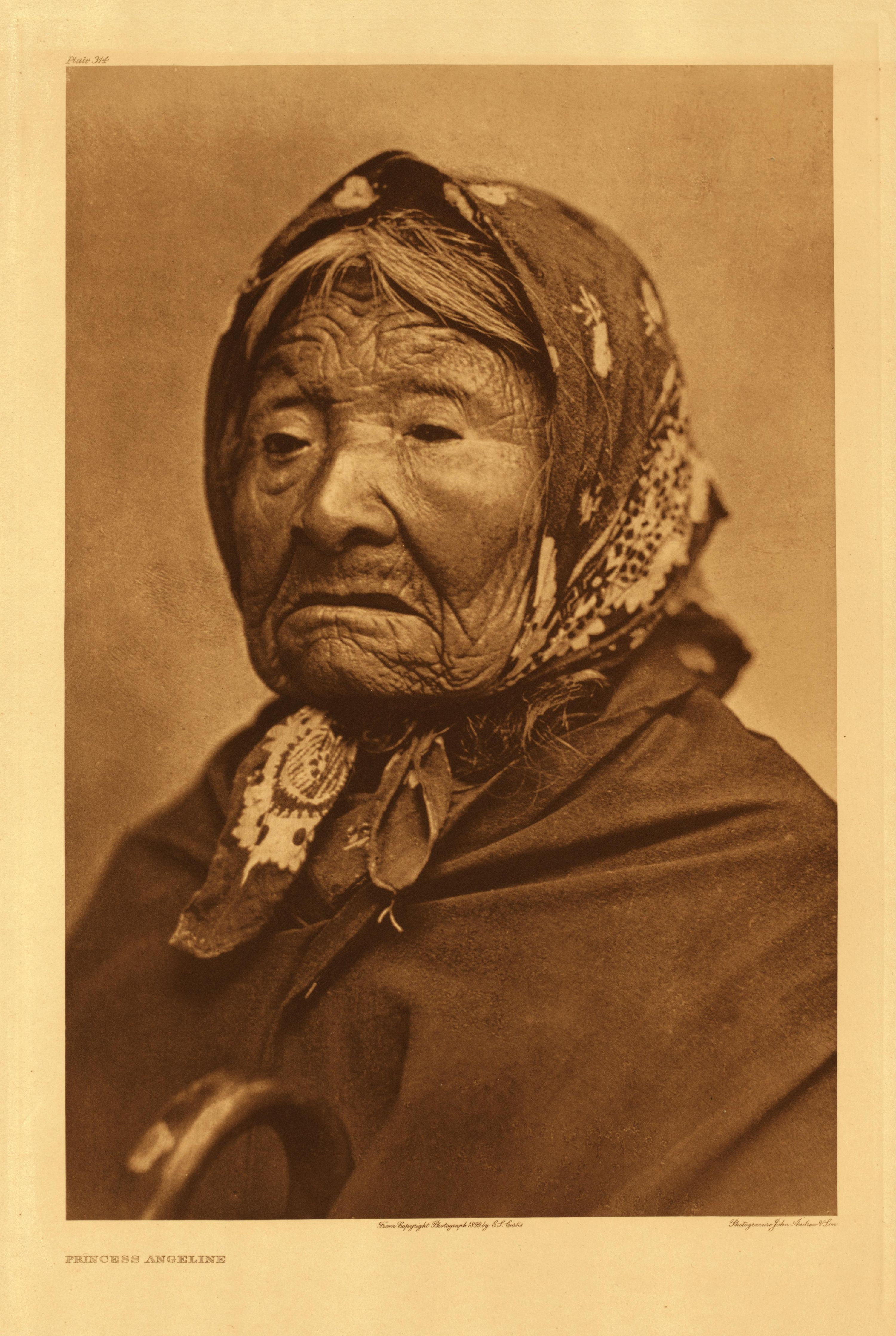
"Princess Angeline", dels duwamish, 1896

El 1895 Curtis va fer el seu primer retrat d'una nativa americana: Kikisoblu o Princess Angeline (1800-1896), l'anciana filla del Cap Seathl, que vivia precàriament a Seattle. Aquest retrat li donaria fama i el va empènyer a cercar més nadius, les fotos dels quals es venien molt bé i també li van aportar guardons professionals.
Durant una excursió per fotografiar el Mont Rainier va ajudar un grup de científics que s'havien extraviat. Entre ells es trobaven George Bird Grinnell, expert en la cultura dels natius nord-americans, i Clint Hart Merriam, cofundador de la National Geographic Society. Arran d'aquest encontre, l'any 1899 Merriam el contractà com a fotògraf oficial de la seva expedició científica a Alaska. Allà va coincidir amb el conservacionista John Muir, que li causà una gran impressió. Durant el llarg viatge en vaixell aprofità per llegir i adquirir coneixements antropològics, ampliant així la seva escassa formació prèvia.

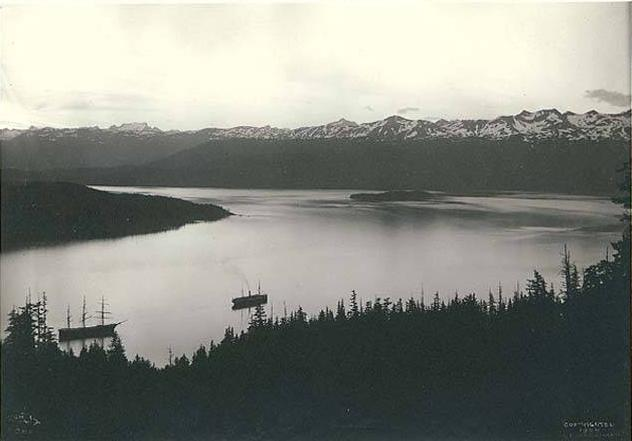
Orca Harbor, fotografiat per Curtis durant l'expedició a Alaska (1889)

L'any següent Grinnell, que portava vint anys fent treball de camp amb els blackfoot (que l'anomenaven “pare dels blackfoot”), el convidà a la Reserva de Piegan (Montana), per fotografiar la Dansa del Sol. Aquest ritual, tot i estar prohibit pel govern com a crim religiós, congregava un gran aplec de membres de la tribu. Curtis, introduït per Grinell, aconseguí vèncer la desconfiança dels blackfoot, fotografiar el seu campament i ser admès a presenciar rituals sagrats. A més, establí relacions personals amb membres de la tribu amb els quals va poder conèixer de primera mà les seves concepcions ètiques i espirituals, i quedà fascinat per una forma de vida diferent, plena de dignitat i tanmateix condemnada a desaparèixer. Tot i que a la Minnesota rural on havia passat la infantesa hi havia indis, la seva cultura tradicional pràcticament ja havia desaparegut. Amb els blackfoot, ja que, va entrar en contacte per primera vegada amb una cultura nativa relativament inalterada per l'home blanc.
Aquesta experiència va inspirar el projecte de la seva vida: fotografiar totes les tribus que quedaven al país i recollir en una gran obra els testimonis de la seva cultura abans que es perdessin per sempre. De seguida va posar-lo en pràctica, i va passar els estius del 1901 al 1903 al sud-oest del país, amb els navaho, els apatxe i sobretot amb els hopi. Mentrestant, Clara es quedà a càrrec de la quitxalla i de l'estudi. Curtis comptava amb la venda de les fotos que feia entre els indis per finançar les seves campanyes, però malgrat el seu èxit comercial, els ingressos estaven lluny de cobrir les despeses. D'altra banda, les seves prolongades absències tensaven la relació familiar.

### El mecenes
Curtis va cercar finançament per portar endavant la seva idea. Va adreçar-se a l'Institut Smithsonian, però els acadèmics desconfiaven d'un home sense formació i amb un projecte desmesurat. Tampoc l'aconseguí dels editors, que veien l'obra cara de produir i difícil de vendre.

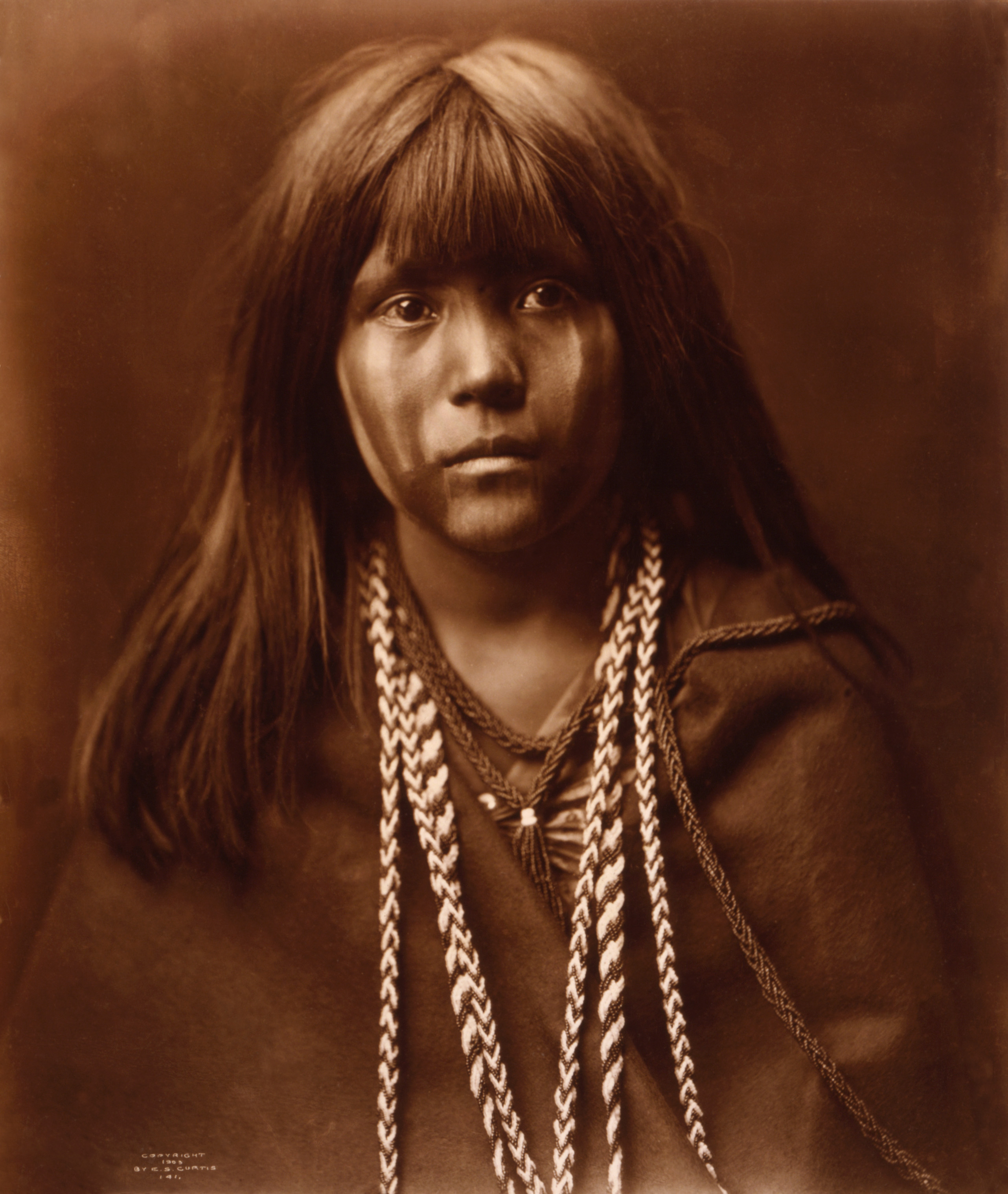
Mosa - Mohave, 1903. Amb aquesta fotografia d'una noia de la tribu dels mohaves Curtis va aconseguir suport financer del magnat John Pierpont Morgan.

Finalment, el 1906 va atreure l'interès del magnat John Pierpont Morgan, considerat un dels homes més rics del món. Aquest banquer i empresari era un gran bibliòfil i col·leccionista d'art, i va quedar seduït per una de les fotos de Curtis, una noia mohave. Morgan es va comprometre a finançar-lo, amb la condició que els textos els escrivís Curtis mateix i no un acadèmic. L'obra constaria de vint volums, es titularia The North American Indian i el primer volum, publicat el 1907, va comptar amb un pròleg signat pel President Theodore Roosevelt. Tanmateix, Morgan finançava el treball de camp però no l'edició, i tampoc li pagava un sou, de forma que només cobria el 35% del cost de l'obra.
Des d'aquest moment fins al 1930, quan es va publicar el darrer volum, Curtis es va consagrar a la seva obra, continuant amb les estades amb els nadius d'arreu dels Estats Units, inclosa Alaska, i de part del Canadà, a més del treball amb les fotografies i la redacció dels llibres. Al mateix temps es dedicava a cercar finançament suplementari i a vendre subscripcions de l'obra. Però en ambdós fronts es va trobar sempre amb dificultats. Els potencials compradors o mecenes sobrevaloraven l'aportació de Morgan, i el mecenatge públic del magnat allunyava possibles inversors que no en traurien rèdits d'imatge, ja que quedarien en segon terme. D'altra banda, el nombre de volums i el cost de l'obra l'orientaven a una clientela amb mitjans, que s'hi interessava més com a objecte de luxe que pel seu valor intrínsec, cosa que feia penosa la tasca per a un home idealista i d'origen humil com ell. Les dificultats s'agreujaren especialment entre 1914 i 1921, per les conseqüències econòmiques de la Primera Guerra Mundial. Durant tots els anys d'elaboració de The North American Indian, Curtis es veié abocat a una cursa esgotadora contra el dèficit crònic.
El treball de camp, tot i que l'apassionava, comportava les dificultats de moure's per territoris difícils, i no sempre era senzill obtenir la col·laboració dels natius, per als quals, en paraules de George Bird Grinnell, «l'ambició, el temps i els diners no signifiquen res, però un somni, un núvol en el cel o un ocell que se'ls creui en el sentit equivocat tenen una gran importància».
A més, els seus viatges continus complicaven la vida familiar. Per salvar la situació, el 1906 Clara i els nens el van acompanyar a Nou Mèxic, al territori navaho. Però un incident, relacionat amb un part problemàtic que els savis de la tribu van atribuir a les fotografies, els obligà a fugir. Finalment, ell i Clara es van separar l'any 1909.
El 1908, quan treballava en el volum sobre l'ètnia sioux, Curtis va recollir testimonis sobre el desenvolupament de la batalla de Little Bighorn, on van morir el general Custer i les seves tropes. Tant la versió dels Sioux com la dels exploradors crow que havien treballat per a l'exèrcit, i les observacions del mateix Curtis al terreny de la batalla, desmentien la llegenda oficial en què Custer apareixia com un heroi. Tanmateix, en fer públics els seus descobriments es va trobar amb el rebuig no només de la vídua del general, sinó també de l'exèrcit, de l'opinió pública i fins i tot del president Theodore Roosvelt, que havia apadrinat la seva obra.

### El cinema documental i l'acabament de l'obra
Per promoure les subscripcions, el 1911 va muntar l'espectacle audiovisual amb llanterna màgica The Indian Picture Opera, amb projecció de fotografies, lectura de textos sobre les cultures índies feta pel mateix Curtis i acompanyament orquestral compost per Henry Gilbert, basant-se en músiques índies. Es va representar fins a finals del 1912 en gira per les principals ciutats dels Estats Units..
Curtis portaria un pas més enllà aquest primer experiment. El 1912, amb un vaixell comprat expressament per a l'ocasió, va fer una expedició al territori dels Kwakiutl a la Colúmbia Britànica on, a més de les fotografies, va fer filmacions. En tornar va fundar la Continental Film Company per produir el seu film documental: In the Land of the Headhunters (Al país dels Caçadors de Caps).La pel·lícula es va estrenar a Seattle i a Nova York l'any 1914 amb gran èxit de crítica però, a causa d'un litigi amb el distribuïdor, la cinta va ser embargada. Curtis no va poder explotar-la comercialment, de forma que la pel·lícula no només no va ser la font de finançament de The North American Indian esperada sinó que l'afeblí encara més econòmicament.
D'altra banda el 1913 va morir J. P. Morgan. El seu fill va accedir a seguir finançant The North American Indian, però al preu de quedar-se'n els drets.
Davant dels seus continus problemes financers i matrimonials, la seva filla Beth i Ella Mc Bride van voler comprar-li l'estudi, però ell no va acceptar.
El 1916 Clara es divorcià d'ell. Curtis, arruïnat, va deixar Seattle i va voltar uns anys pels parcs nacionals amb un contracte amb el Servei Forestal. L'any 1922 s'instal·là a Los Angeles amb Beth, la seva filla més gran. Hi van obrir un estudi fotogràfic i Edward va treballar-hi de fotògraf i d'assistent de càmera a la cada cop més potent indústria cinematogràfica de Hollywood. Sembla que va treballar a les ordres de Cecil B. DeMille i en pel·lícules de Tarzan. Al mateix temps començà a estudiar les tribus de Califòrnia. El 1924, de nou amb dificultats financeres, va vendre a l'American Museum of Natural History els drets de In the Land of the Head Hunters, per menys del 10% del que hi havia invertit.

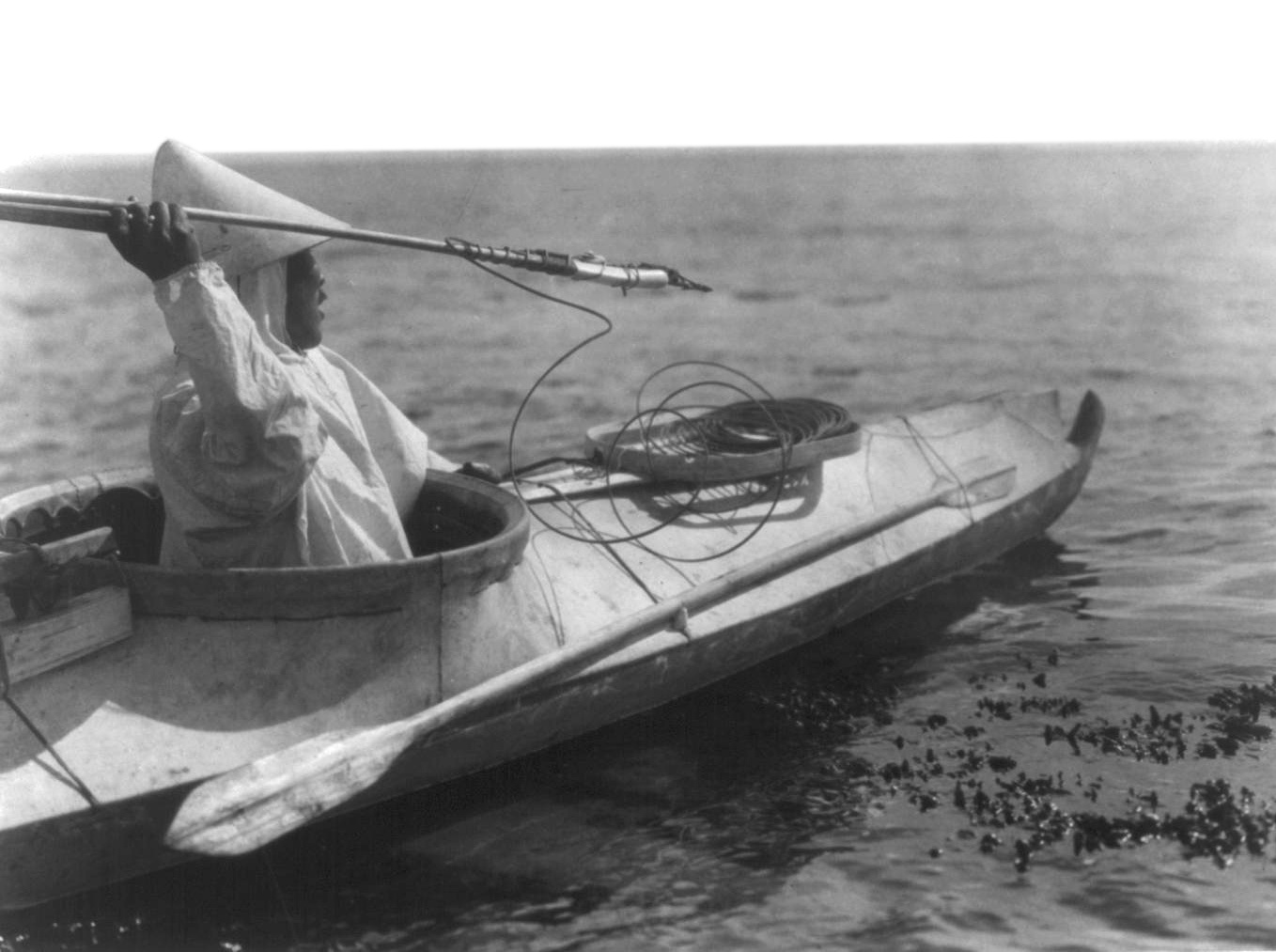
Caçador inuit a punt de llançar l'arpó

El 1926 viatjà a Oklahoma, on havia estat concentrada forçosament una quarta part de la població ameríndia dels Estats Units. Curtis hi va poder comprovar l'accelerat procés d'aculturació que havien patit. L'any següent, va organitzar una darrera expedició en un petit vaixell que el va dur, acompanyat per Beth, a Alaska i fins a l'Estret de Bering, per estudiar els esquimals. El resultat no podia presentar més contrast: hi trobà els únics nadius que encara vivien amb plenitud la seva cultura tradicional.
De tornada al port de Seattle va ser detingut per no haver pagat durant anys la pensió a Clara. En el judici va demostrar que, a part de la seva obra, que no li produïa cap guany, només tenia deutes.
El Nadal de 1927 la seva filla Florence va reunir la família a casa seva a Oregon per primera vegada des de la separació d'Edward i Clara. La filla menor, Katherine, que vivia a Seattle amb la Clara, feia tretze anys que no veia el seu pare.
El 1929, just abans de la Gran Depressió Curtis va aconseguir acabar el darrer volum, que es publicà l'any següent.
A partir d'aleshores, amb més de 60 anys i amb la salut afectada pels viatges i les estretors econòmiques, va anar deixant l'estudi de Los Angeles en mans de Beth. Dedicà el temps a provar de trobar or, fins i tot projectant un viatge a les mines de Sud Amèrica, i a conrear una petita granja. També escrigué força material per unes memòries que no va arribar a publicar, mentre la seva obra queia en l'oblit del públic.
L'any 1932 morí Clara, i Katherine es traslladà a Califòrnia. El 1947, Edward Curtis se n'anà a viure a casa de Beth i el seu marit, a Whittier (Los Angeles). Hi va morir d'un atac de cor el 1952, amb 84 anys. Va ser enterrat al Forest Lawn Memorial Park de Hollywood Hills.

## Obra etnogràfica

### The North American Indian
The North American Indian consta de vint volums il·lustrats amb fotografies, acompanyat cadascun d'un portfolio amb fotogravats addicionals. Els volums estan organitzats per tribus i àrees culturals, i abasten el territori dels Estats Units des de les Grans Planes al Pacífic, la costa oest del Canadà i Alaska. El conjunt conté 4.000 pàgines de text il·lustrades amb 1.500 fotografies i 700 fotografies més de gran format en els portfolios.
El projecte, tal com es va pactar amb J. P. Morgan, s'havia de realitzar en cinc anys i se n'havien d'imprimir 500 exemplars, dels quals 25 eren per al mecenes. Finalment, la tasca es va allargar 24 anys, i es van imprimir 272 jocs, dels quals se’n conserven 220 en institucions públiques o privades d'Europa i dels Estats Units. Actualment són íntegrament consultables al web de la Northwestern University.

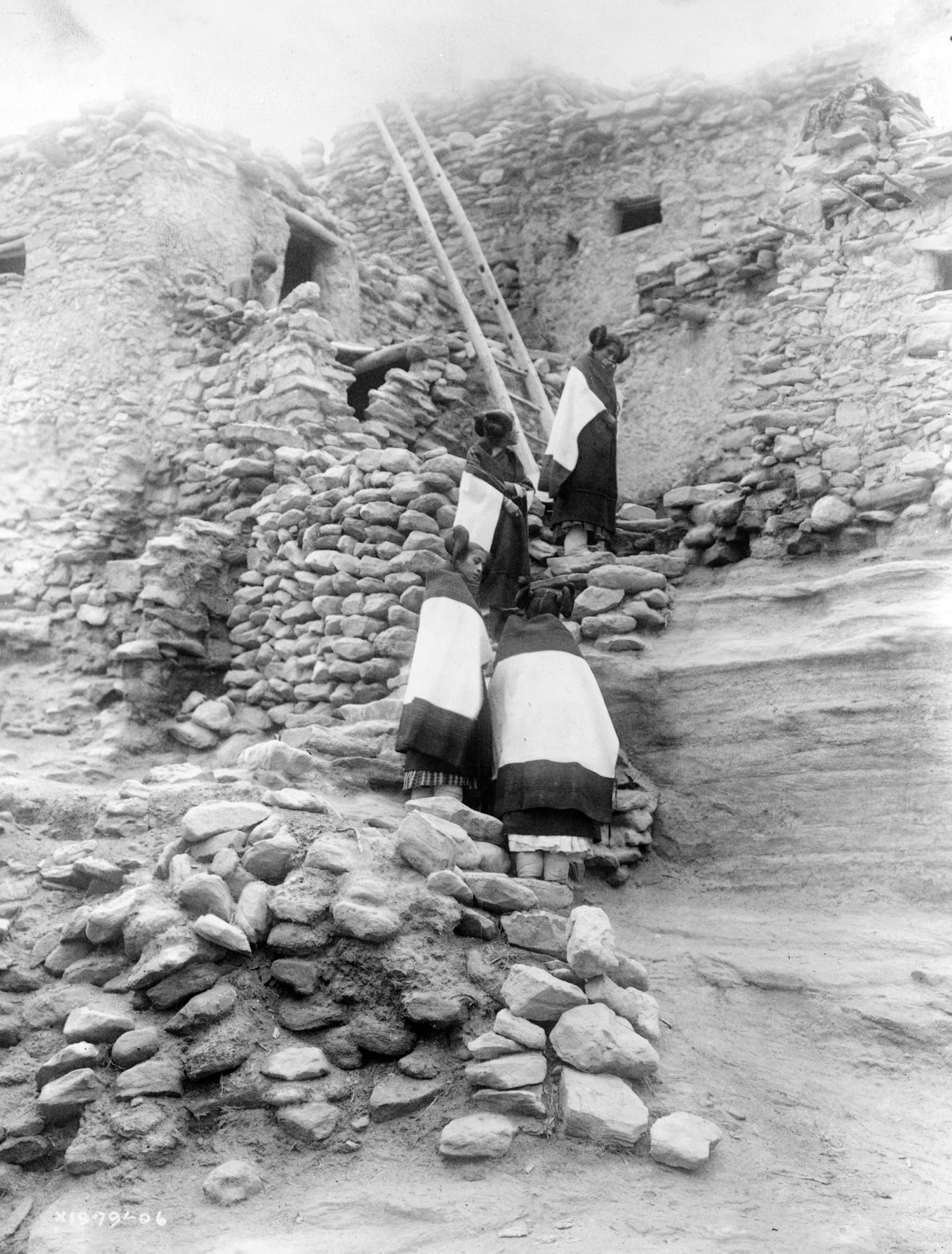
Cases de l'ètnia hopi "penjades" sobre el cingle

L'aportació financera de J. P. Morgan es destinava exclusivament al treball de camp, i es concretà en la fundació de la companyia The North American Indian, Inc. Curtis n'era el director i la imatge coneguda pel públic, però va poder contractar un equip de composició variable. Entre els seus membres i col·laboradors destaquen el periodista William E. Myers, responsable de la major part de la tasca de redacció del text, l'antropòleg Frederick Webb Hodge, de l'Institut Smithsonian i una de les màximes autoritats del seu temps en la matèria, així com ajudants indis per al treball de camp com A. B. Upshaw, de la tribu dels Crow, George Hunt, de la costa Nord-oest, Sojero, dels Pueblo i l'inuit Paul Ivanoff. Curtis va comptar també amb suports econòmics menys importants per part de personalitats com el president Theodore Roosevelt, Andrew Carnegie i les cases reials d'Anglaterra i Bèlgica.
Per a l'obra, Curtis va realitzar unes 40.000 fotografies i prop de 10.000 gravacions, en cilindres de cera, de llengües i músiques. Va visitar unes 80 tribus, passant-hi temporades llargues, integrant-se en la mesura del possible en el seu ritme de vida i amb una gran disposició a escoltar i a esperar el temps necessari per obtenir respostes. La seva actitud marcadament diferent de la dels habituals missioners o agents del govern li valgué el respecte del nadius, que li arribaren a posar noms com El Caçador d'Ombres, per les seves fotografies, o L'Home que Dorm Sobre el Seu Alè, pel matalàs inflable que li servia de llit. Va establir relacions especialment cordials amb els hopi d'Arizona i amb els kwakiutl de la Colúmbia Britànica.
Curtis era molt conscient, tal com reflecteixen els seus escrits, que retratava una forma de vida que desapareixia dia a dia, i això l'impulsà a treballar incansablement i amb un dèficit econòmic constant. Pel mateix motiu, s'esforçà en nombroses ocasions a registrar més un passat ja extingit que la realitat del present. Així, retocà fotos per eliminar objectes moderns tals com rellotges, para-sols, eines, carros, etc. També fotografià representacions de cerimònies que ja no es duien a terme o disfressà indis per representar membres d'altres tribus. Per aquest motiu algunes fotografies contenen anacronismes o incongruències. Malgrat aquests errors metodològics, atribuïbles en part a la mentalitat del seu temps, i algunes conclusions precipitades dels seus textos, The North American Indian és considerat un document excepcional per la seva extensió i per la qualitat i humanitat de les seves imatges.

### In the Land of the Head Hunters

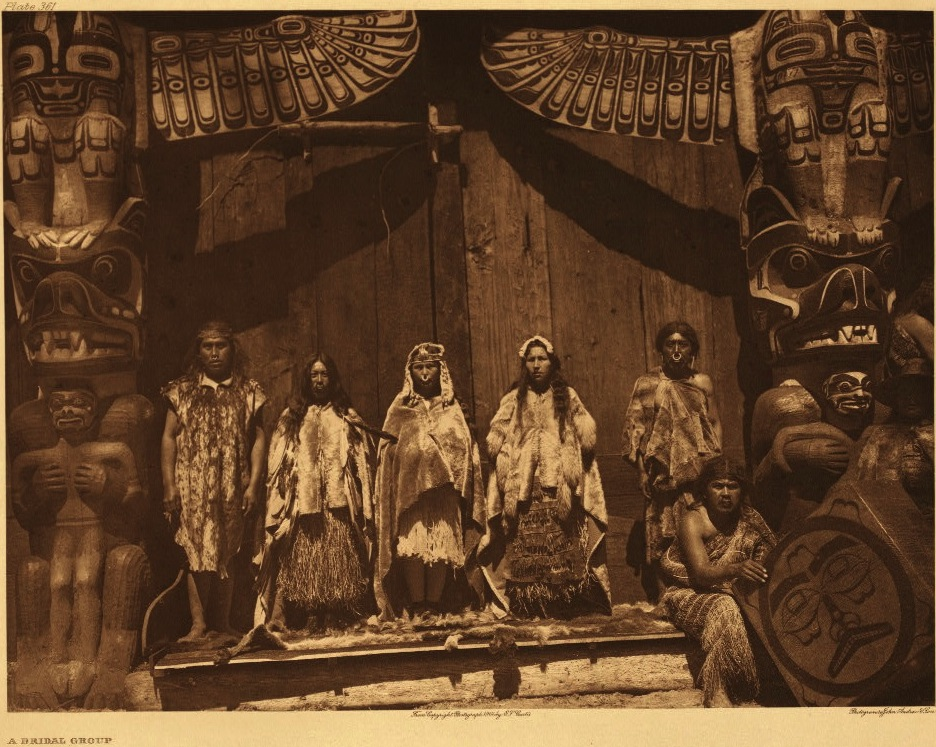
Potlatch kwakiutl en ocasió d'un casament; la núvia és al centre (inclosa a The North American Indian).

In the Land of the Head Hunters és un film mut d'1h 05' de durada, considerat com un documental fins a la dècada del 1970. Va ser realitzat entre els anys 1912 i 1914, 8 anys abans que pel·lícula Nanook of the North (Nanuk l'esquimal) de Robert Flaherty, considerada sovint el primer llargmetratge documental de la història. Cap de les dues, però, respon al criteri actual de documental, ja que en realitat són docuficcions, històries dramàtiques imaginades, que cerquen un equilibri entre la voluntat de reflectir una determinada realitat (en aquest cas la cultura ameríndia i els paisatges on es desenvolupen) i la satisfacció dels gustos del públic pel que fa a dramatisme i espectacularitat. En aquest equilibri solen cometre però alguns errors i mistificacions. De fet el film de Curtis ho reconeix implícitament amb el subtítol Indian epic drama of the Northern Sea.
In the Land of the Head Hunters explica una història d'amor, guerres i aventures, protagonitzada per un jove guerrer kwakiutl i una noia d'una tribu enemiga, que està promesa amb un poderós bruixot. Però Curtis, a diferència de nombroses pel·lícules de western o d'indis de la seva època, volia fer un film "real". Així, malgrat el guió de concepció occidental, es va filmar en escenaris reals, en el territori kwakiutl i emprant com a actors únicament membres d'aquesta tribu.
Com a The North American Indian, Curtis intenta reflectir la cultura kwakiutl prèvia al contacte amb l'home blanc i, en conseqüència, no mostra el seu mode de vida en gran part occidentalitzat, però no ho explicita. Va encarregar als kwakiutl que construíssin cabanes, tòtems i màscares amb les tècniques i estil previs al contacte amb els blancs. A més inclou rituals o costums abandonats que són reconstruïts pels mateixos kwakiutl, potser reinventant-los parcialment: com la cerimònia que dona nom al film, la caça de caps, o les escenes de bruixeria. També atribueix als kwakiutl pràctiques baleneres manllevades d'altres grups ètnics. D'altra banda, però, recull acuradament altres aspectes de la seva cultura, especialment l'art i les danses cerimonials. A més, va realitzar prop de 2.000 gravacions en cilindres de cera de cançons kwakiutl, i els va proporcionar al compositor de l'acompanyament musical (que en l'estrena va ser interpretada per una orquestra en directe). Però només una fracció ben minsa d'aquest material va ser inclosa finalment a la partitura.

### Reconeixement i crítiques

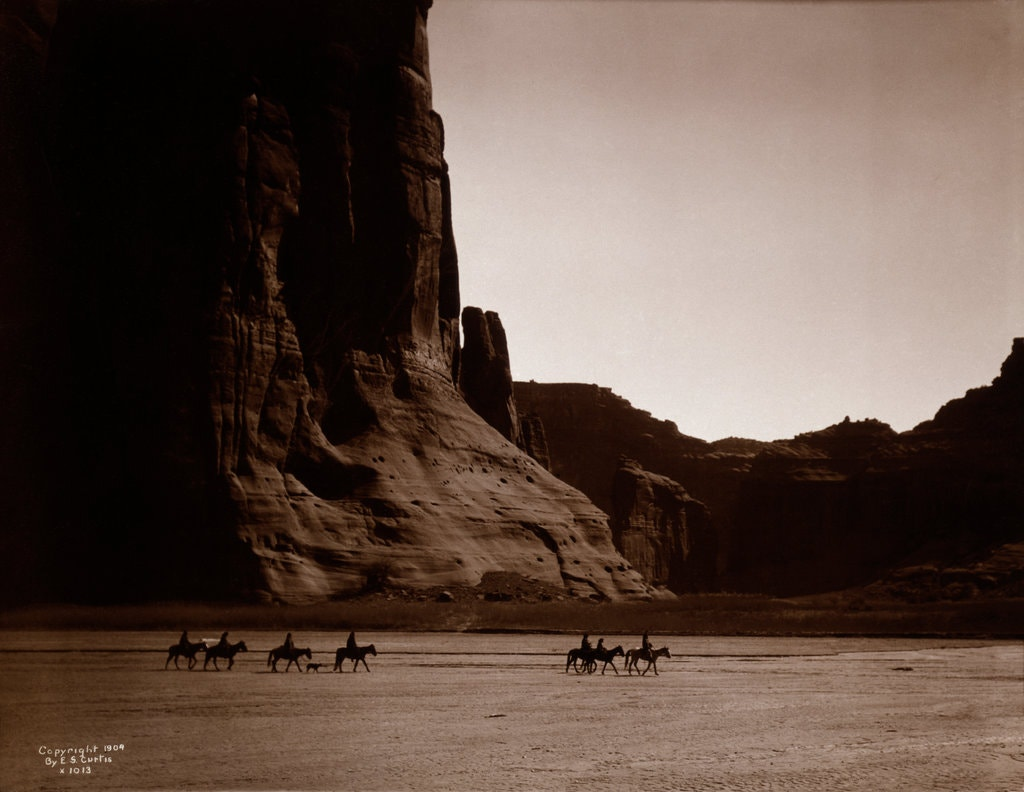
Cañon de Chelly - Navaho, 1904

L'obra d'Edward Curtis va coincidir amb un interès renovat dels ciutadans dels Estats Units pels indis (i també per l'epopeia de la conquesta de l'Oest que a la pràctica havia ja finalitzat amb la connexió per ferrocarril de les costes atlàntica i pacífica), i que es reflecteix en els diaris, la literatura i els espectacles, com el de Buffalo Bill. En aquest moment apareix una visió mitificada dels pobles nadius que coexisteix amb la percepció de l'indi com un ésser agressiu i incompatible amb la nova societat americana.
La magnitud del seu projecte, la seva activitat pública cercant finançament i subscripcions, i l'apadrinament de personalitats com el president Roosevelt li van aportar notorietat i reconeixement com a autoritat de màxim nivell sobre els indis, malgrat que la seva manca de formació acadèmica li va valdre també crítiques i escepticisme per part d'etnòlegs professionals. A partir dels anys 1930 la seva obra caigué en l'oblit. Però a la dècada dels 1970, tanmateix, les fotografies van ser redescobertes i van adquirir una nova popularitat, especialment per motius estètics. I posteriorment l'obra en el seu conjunt ha estat revaloritzada pels antropòlegs i altres experts. Si d'una banda hi ha aspectes qüestionables a nivell metodològic, per una altra constitueix un recull vastíssim de dades obtingudes directament de les darreres generacions de nadius americans que recordaven temps amb poca influència de l'home blanc.
A vegades Curtis va retocar fotografies per eliminar objectes moderns i va fotografiar i filmar escenes muntades, de vegades per membres de tribus diferents a les que representaven. També va obtenir dels nadius que realitzessin cerimònies en un context o un moment diferent del previst. Això de vegades donava peu a falsejaments dels quals no era conscient. És el cas de la cerimònia Yebechai dels Navaho, que els dansadors van interpretar en sentit invers per protegir-ne el significat sagrat.
Aquestes alteracions es deuen al fet que la seva intenció no era documentar la situació de principis del segle xix, sinó rescatar, fins a on fos possible, una realitat preexistent. D'altra banda, sembla que Curtis tenia escrúpols respecte a les possibles conseqüències de la celebració de cerimònies sagrades només per a la càmera o àdhuc per diners.
Des de l'òptica actual, se li critica una visió de les cultures i societats indígenes com inferiors o endarrerides (per exemple, els compara amb "criatures" davant dels blancs "adults"), el destí de les quals havia de ser naturalment la desaparició i substitució forçosa per la cultura occidental. Cal dir, però, que aquesta idea, que impregnava les polítiques governamentals, era també compartida per bona part de la comunitat científica, dels artistes i fins i tot dels reformadors humanitaris i les organitzacions de suport als indis.
No obstant això, també s'aprecia en ell un sentiment de comunió amb aquests pobles, amb els quals va conviure llargues temporades. Aquest sentiment el va portar a comprometre's en un projecte desmesurat, en el qual posava en risc el benestar que havia aconseguit com a fotògraf, i n'era ben conscient, com mostren les seves cartes.
D'altra banda, els seus escrits mostren també l'evolució de les seves idees, que el van portar a pronunciar-se contra els maltractaments als nadius i la "política índia" del govern que ja no considerava inevitable sinó escollida deliberadament.

## Obra fotogràfica
Si bé Edward Curtis és conegut sobretot per l'aspecte etnogràfic de la seva obra, una part considerable de l'interès de les seves fotografies rau en la seva qualitat artística. Aquests dos aspectes poden potenciar-se mútuament i també, com s'assenyala anteriorment, arribar a entrar en contradicció. Així, si els acadèmics tendeixen a restar valor científic a la seva obra, la història de la fotografia tampoc la té gaire en compte per considerar-la més etnogràfica que artística. La causa és en gran part l'actitud del mateix Curtis, que mentre es dedicava a The North American Indian no va freqüentar els salons ni els certàmens fotogràfics, tot i que els clients finals de la seva obra s'hi van interessar per motius més estètics i de col·leccionista que no pas científics.
Com a fotògraf, Curtis va destacar tant a nivell artístic, relacionat amb el corrent pictorialista, com per la seva exploració de tècniques de reproducció fotogràfica.

### Trajectòria
Ja als 12 anys, i sense que l'hi empenyés l'entorn rural i pobre en què es va criar, Edward Curtis va mostrar una gran passió per la fotografia. Va aprendre la tècnica per compte propi amb una càmera construïda per ell mateix i, un cop instal·lat a Seattle, va aprofitar el fet que per primera vegada en la vida gaudia d'una certa seguretat econòmica per llançar-se de ple a aquesta activitat, en la qual va destacar aviat. La seva carrera com a fotògraf es pot dividir en tres etapes.
- Període inicial (1892-1899): Activitat professional centrada a l'estudi compartit amb Thomas Guptill a Seattle. La seva font d'ingressos principal és el retrat d'estudi, però cultiva també la fotografia de paisatges i muntanya als estats de Washington, Oregon i Alaska i, més endavant la fotografia d'interès documental, social i humà: activitat urbana, miners en ruta al Klondike, indis locals. Amb aquests temes obté també èxit comercial i guardons en concursos professionals, fins i tot a nivell nacional. Segueix el corrent pictorialista, i aquesta nova estètica marcarà la seva etapa posterior de treball amb als natius americans. En aquests període s'inscriuen les fotografies realitzades a l'expedició Harriman a Alaska, en què va començar a interessar-se pels natius en el seu entorn, però també són molt nombroses les imatges paisatgístiques i d'interès geogràfic.[6]

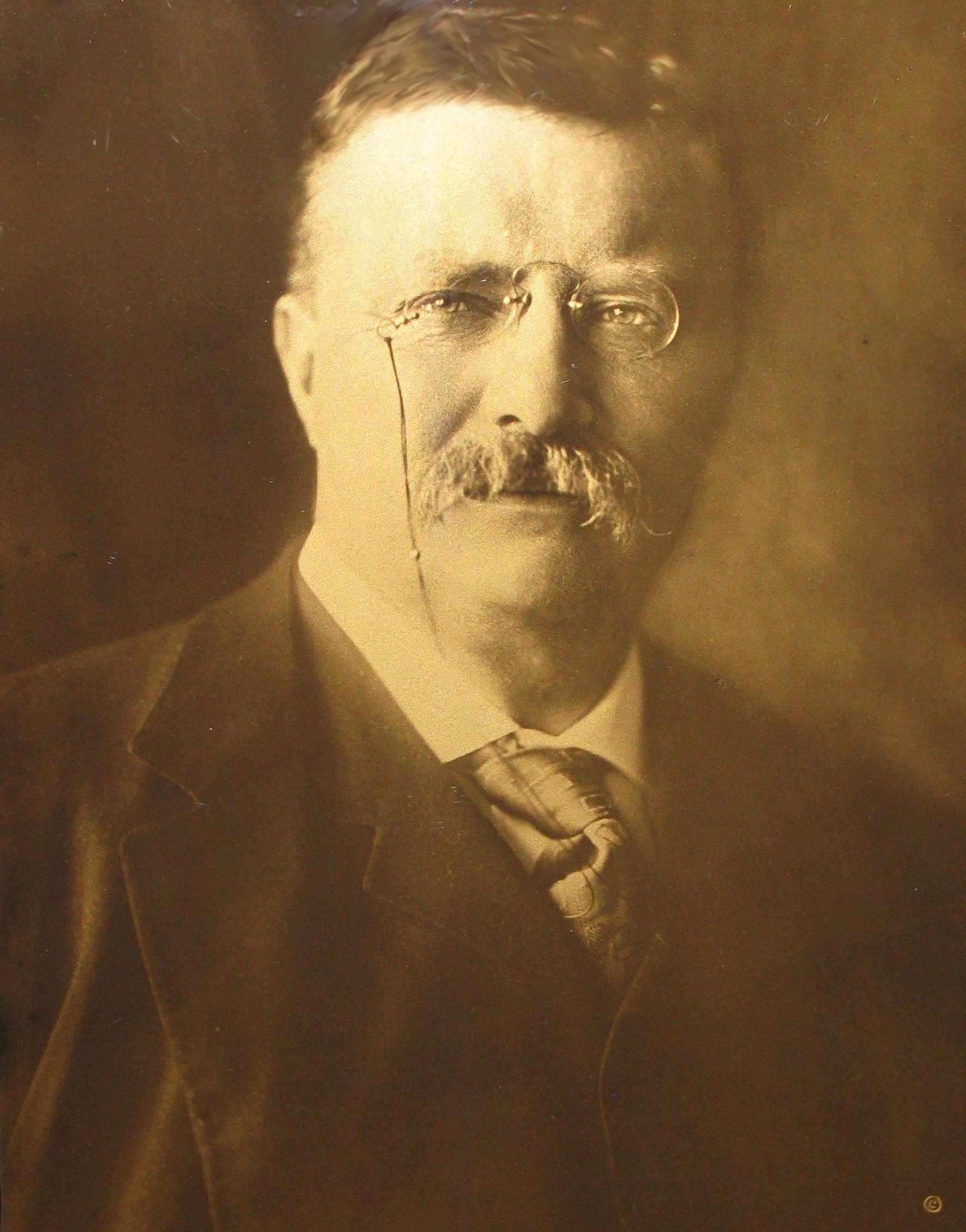
President Theodore Roosevelt, orotone d'E. S. Curtis, 1904

- Període intermedi (1900-1915): Centrat quasi exclusivament en la producció de The North American Indian. Al servei d'aquest objectiu, paral·lelament, publica fotografies de natius americans en revistes i diaris,[6] i va explorar nous mitjans d'expressió: les projeccions audiovisuals amb llanterna màgica (The Indian Picture Opera) i el cinema. Les seves primeres filmacions amb natius nord-americans daten de 1901[6] i culminen el 1914 amb el llargmetratge In the Land of the Head Hunters. Experimenta amb tècniques de reproducció fotogràfica i destaca especialment per la millora del procés conegut com a Orotone o Gold tone.[6]
- Període final (1916-1930): Mentre acaba The North American Indian, fa treballs paral·lels per viure. D'una banda a la indústria cinematogràfica de Hollywood, majoritàriament en fotografia fixa però també com a operador de càmera. D'altra banda treballa també en el seu estudi de Los Angeles compartit amb la seva filla Beth. A l'estudi experimenta amb tècniques i realitza sèries artístiques (Aphrodite series, de nus femenins).[6] Després d'aquesta etapa i fins a la seva mort no torna a fotografiar seriosament.

### Les tècniques de reproducció. El Curt-tone
Edward Curtis donava molta importància a la qualitat de les seves reproduccions, tant a nivell de la tècnica utilitzada com de la qualitat del suport. Aquest va ser un dels factors de l'encariment de la producció de la seva obra sobre els indis.
La major part dels seus treballs utilitzen la tècnica del fotogravat: és el cas de The North American Indian, destacant les imatges de gran format recollides en els cèlebres portfolios.
Va treballar també la impressió sobre paper amb gelatina de plata, amb tons sèpia, sense to (blanc i negre) o amb tons blaus. Aquest darrer és el cas de la sèrie Apfhrodite i de nombroses fotos fixes per als estudis de Hollywood. També va utilitzar emulsions de platí i suports de vidre.
També va emprar amb profusió de la tècnica del cianotip, que dona imatges tintades de blau, sovint com a prova de camp de les imatges destinades a The North American Indian.
Curtis va destacar en la utilització i millora de la tècnica de reproducció fotogràfica anomenada Orotone o Gold Tone. Consisteix bàsicament en una impressió en positiu d'una emulsió de gelatina de plata sobre suport de vidre en comptes de paper. Un cop revelada la imatge es recobreix amb una capa protectora a base d'olis i pigment d'or. Per evitar el trencament del suport de vidre, la imatge s'emmarca a l'origen. L'interès d'aquesta tècnica, a banda dels tons daurats, és que la translucidesa del suport dona a la imatge una lluminositat i una sensació de profunditat que no es pot obtenir amb paper.
Els Orotones van estar molt de moda a inicis del segle XX com a objectes artístics. Curtis hi va excel·lir fins al punt que el nom comercial de Curt-Tones que va adoptar per als orotones del seu laboratori, ha acabat designant també aquesta tècnica.

## Col·leccions de materials de Curtis
- Curtis Library a la Northwestern University. Els vint volums complets, incloent els portfolios de fotogravats de gran format, estan disponibles a internet. La publicació en línia va ser en gran part finançada per l'Institute for Museum and Library Services.
- Arxiu Curtis a la biblioteca del Congrés. La Prints and Photographs Division Curtis collection aplega més de 2.400 fotografies impreses amb gelatinobromur, una part de les quals de color sèpia, obtingudes dels negatius sobre vidre originals de Curtis. Moltes inclouen el nombre d'arxiu de Curtis o el de negatiu, a la cantonada inferior esquerra de la imatge. La Biblioteca del Congrés les va adquirir durant el període 1900-1930 a través del dipòsit del registre de copyright, motiu pel qual les dates que hi figuren indiquen quan es van registrar i no quan es van prendre. Un dos terços (1.608) d'aquestes imatges no es van incloure a The North American Indian. Els negatius, desats durant anys als dipòsits de la biblioteca de J.P.Morgan a Nova York, es van dispersar durant la Segona Guerra Mundial.
- Arxiu Charles Lauriat. El 1935 els hereus de J. P. Morgan van vendre els drets i el material que posseïa de "The North Amerincan Indian" la botiga de llibres rars de Charles E. Lauriat, a Boston.[1] L'any 1972, Karl Kernberger de Santa Fe (Nou Mèxic), redescobrí en els magatzems de Lauriat els romanents que no s'havien arribat a comercialitzar: uns 285.000 fotogravats originals i les seves planxes de coure que formen aquest arxiu, avui propietat de Kenneth Zerbe.[1]
- Peabody Essex Museum. El Dr. Charles Goddard Weld va adquirir 110 fotos impreses que Curtis havia fet per a la seva exposició de 1905–06. Posteriorment les donà al Peabody Essex Museum, on encara es conserven. Aquests còpies són úniques i estan en un estat excel·lent de conservació. Arxivat 2013-06-07 a Wayback Machine.
- Arxius de Música Tradicional a la Universitat d'Indiana. S'hi conserven 276 dels cilindres de cera gravats per Curtis entre 1907 i 1913. Inclouen gravacions de música dels següents grups d'Indis Nord Americans: Clayoquot, Cowichan, Haida, Hesquiat, i Kwakiutl de la Colúmbia Britànica; Arapaho, Cheyenne, Cochiti, Crow, Klikitat, Kutenai, Nez Percé, Salish, Shoshoni, Snohomish, Wishram, Yakima, Acoma, Arikara, Hidatsa, Makah, Mandan, Paloos, Piegan, Tewa (San Ildefonso, San Juan, Tesuque, Nambé), i possiblement Dakota, Clallam, Twana, Colville i Nespelim de l'oest dels Estats Units.

## Galeria de retrats

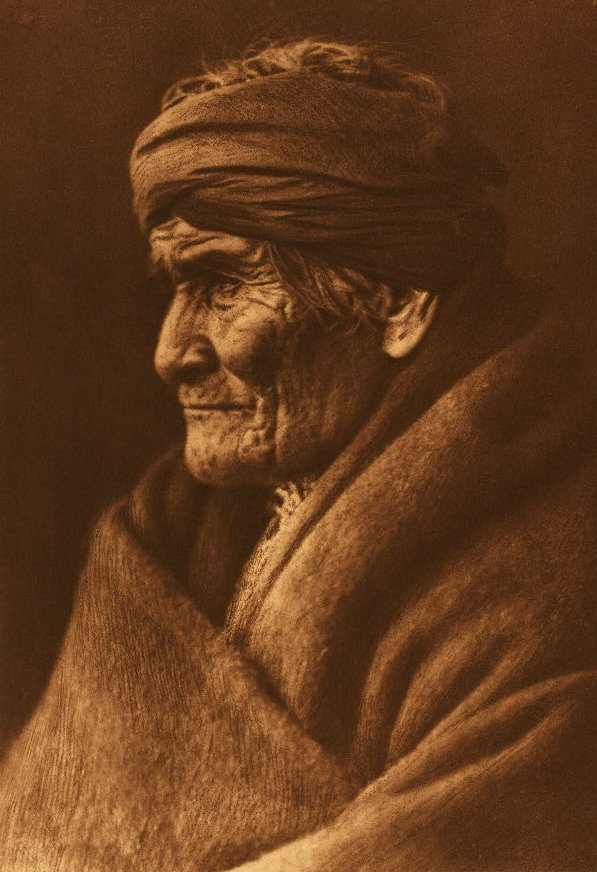
Gerónimo, cèlebre cap apatxe, als 76 anys
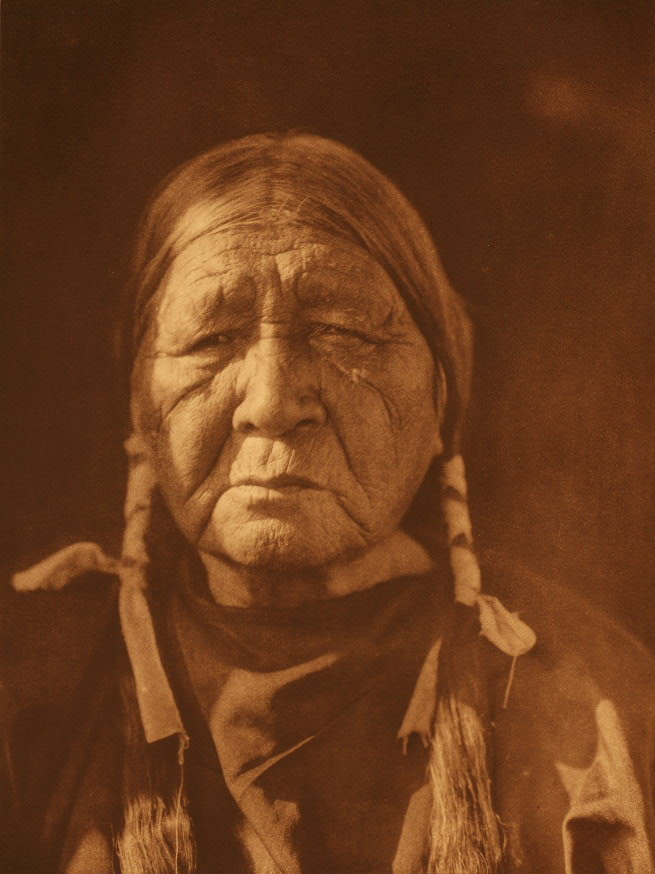
Uwat, dona comanxe
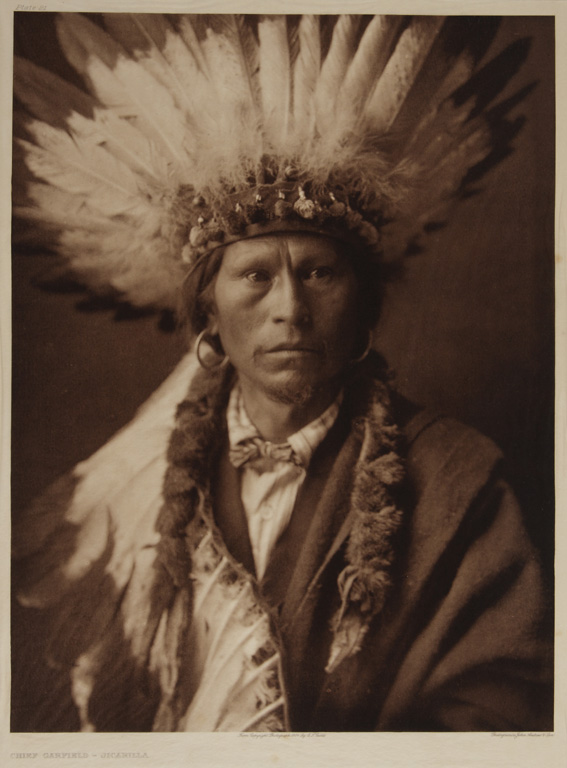
Cap Garfield - jicarilla
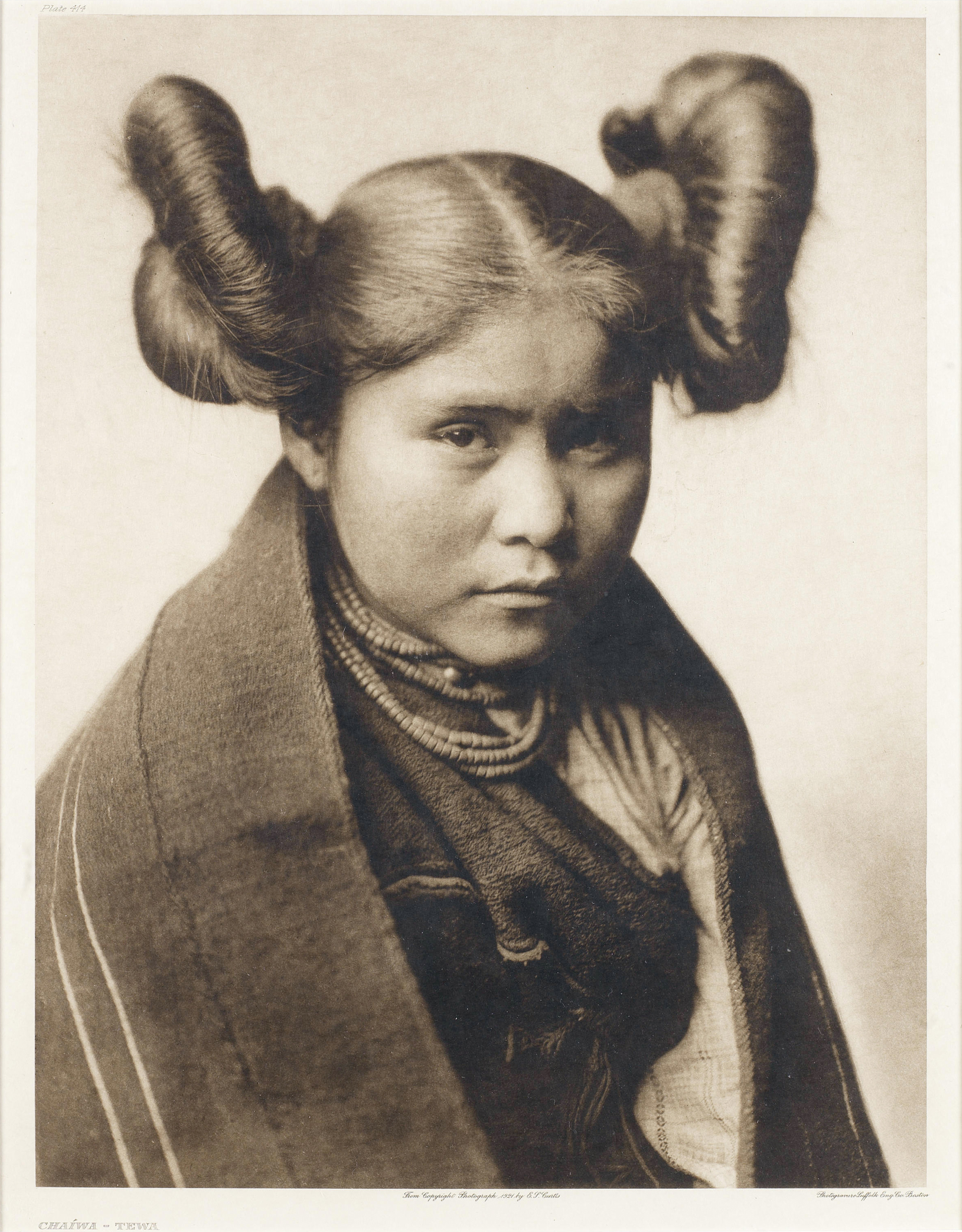
Chaiwa, dona tewa
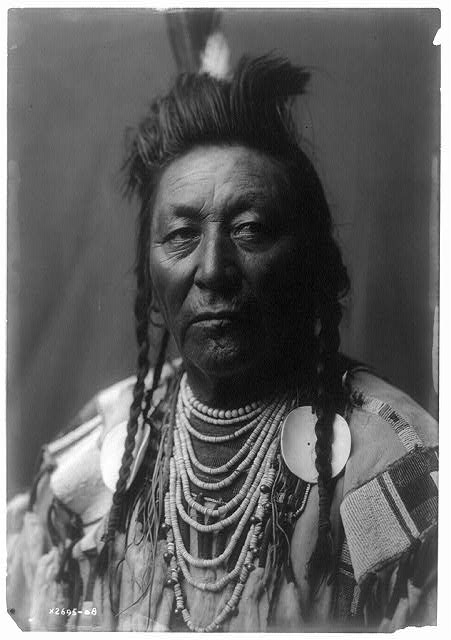
Plenty Coups (Molts Èxits), cap crow
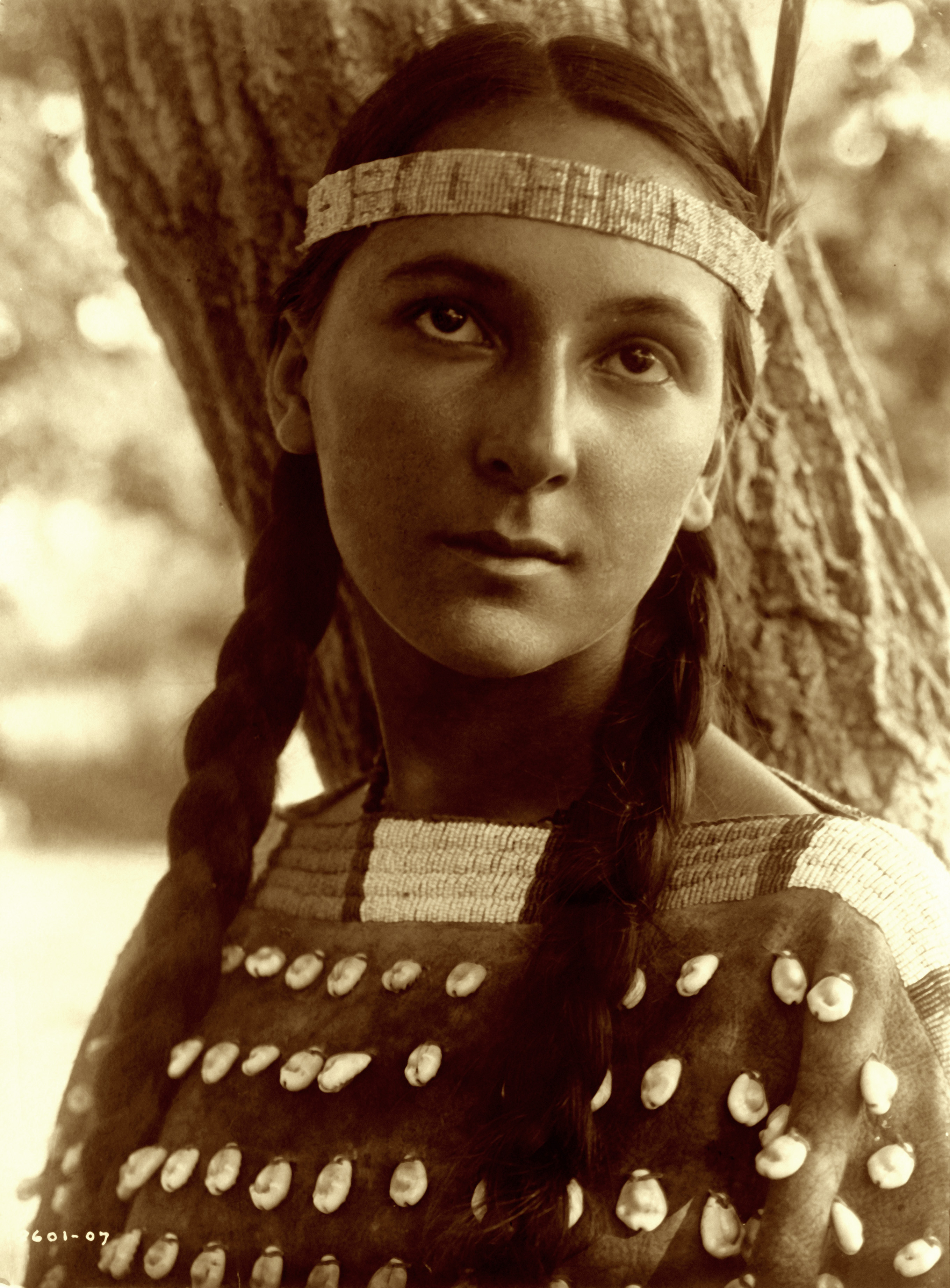
Lucille, Sioux Dakota
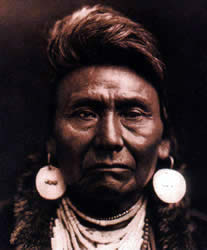
Chief Joseph, dels Nez percés
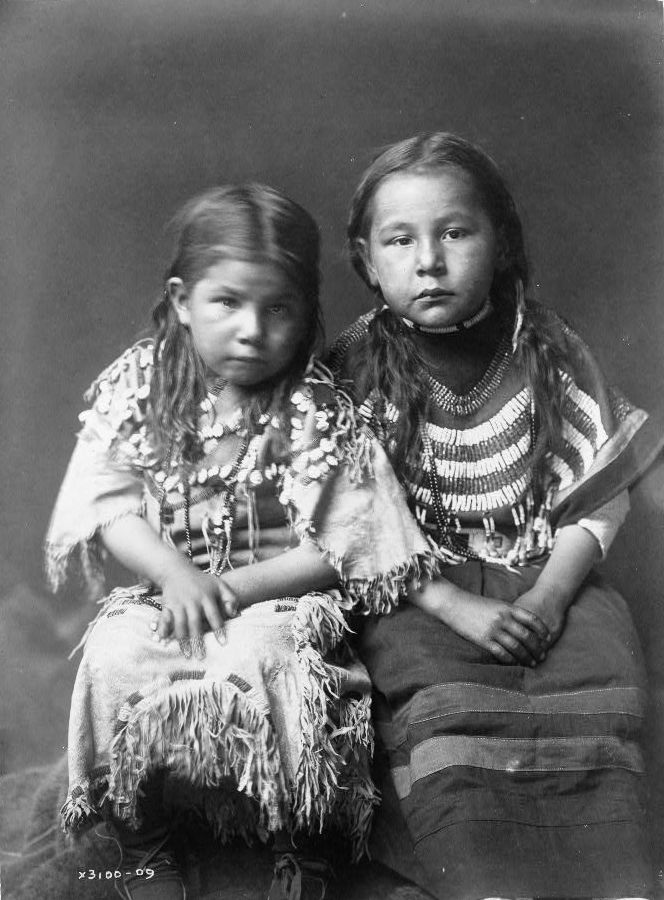
Les filles del cap Bull Shoe
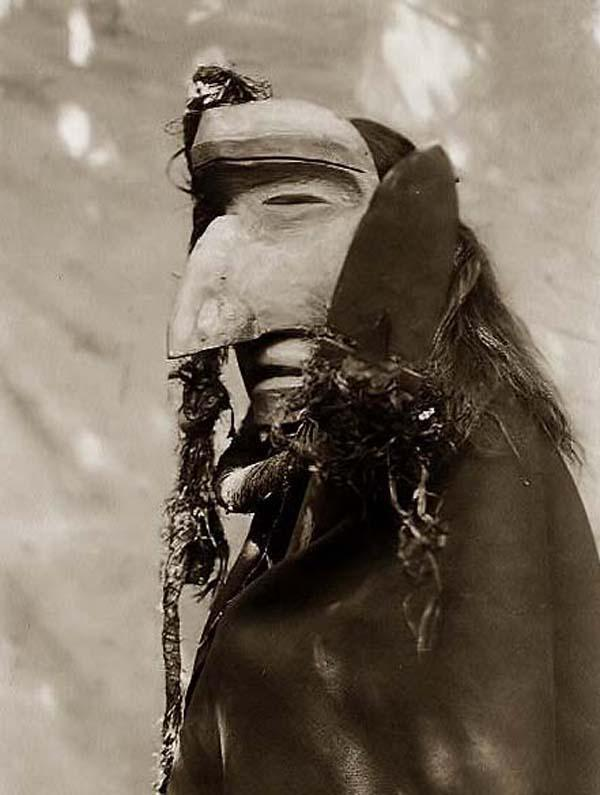
Màscara de la Dansa d'Hivern dels kwakiutl
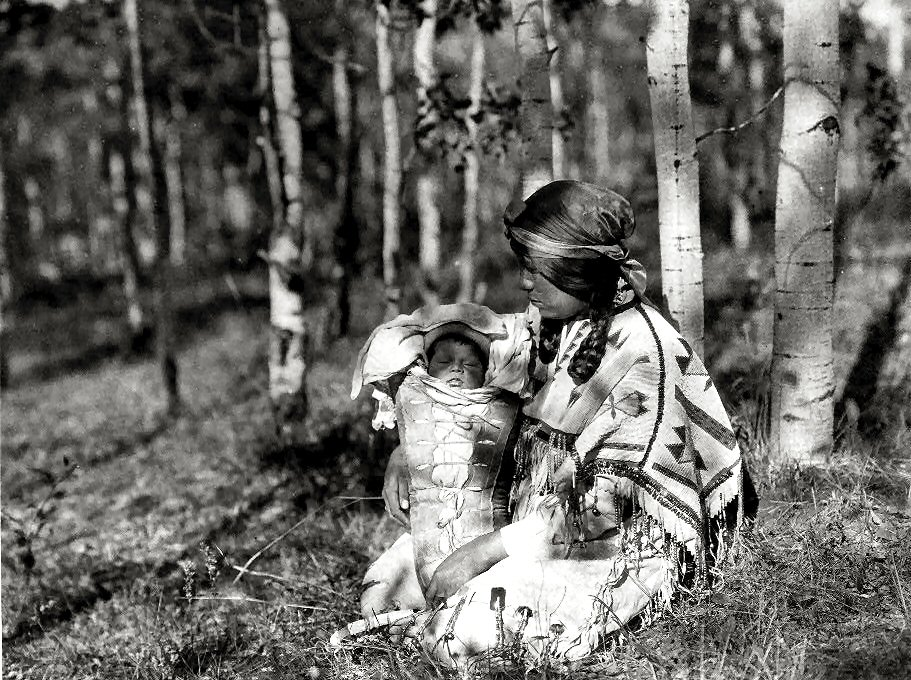
Mare assiniboine amb el seu fill
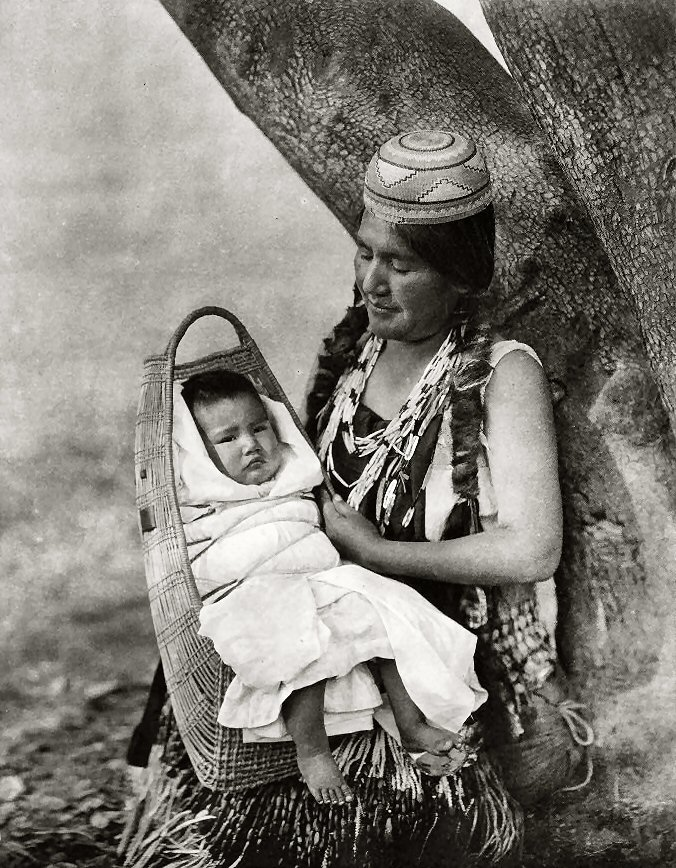
Mare hupa amb el seu fill
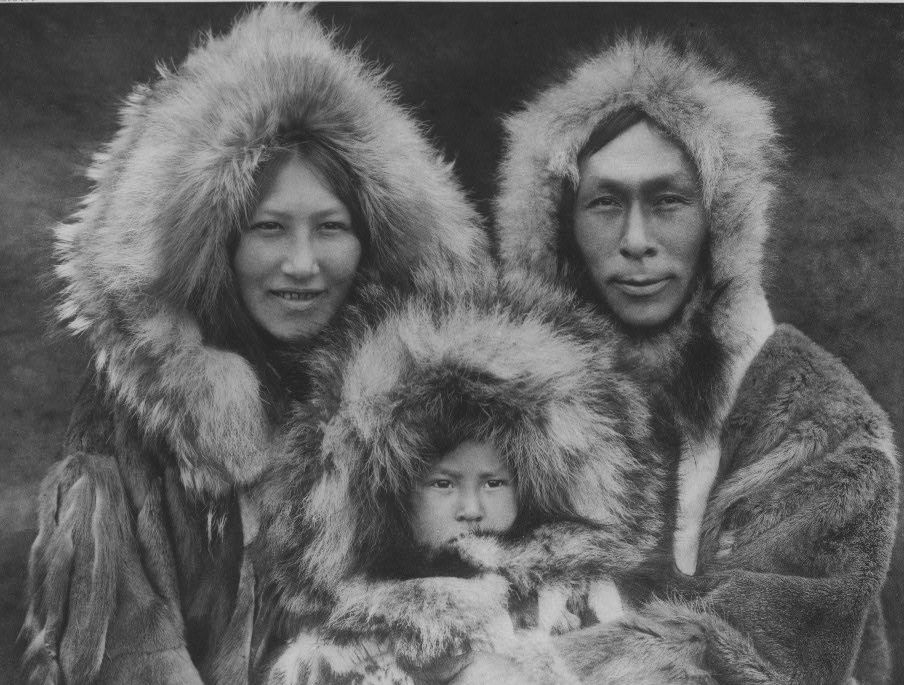
Família inuit
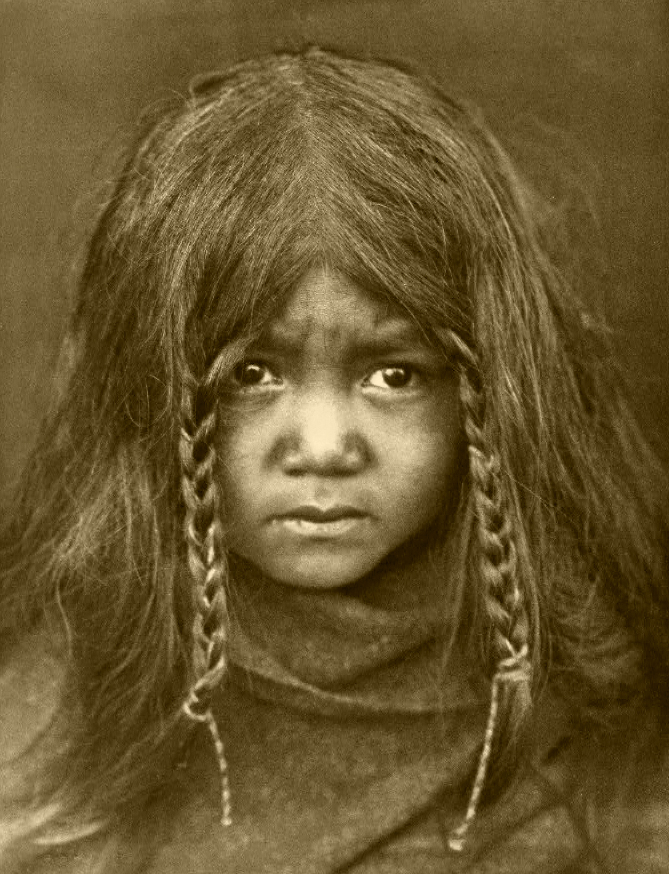
Nen bitterroot salish de Quilcene
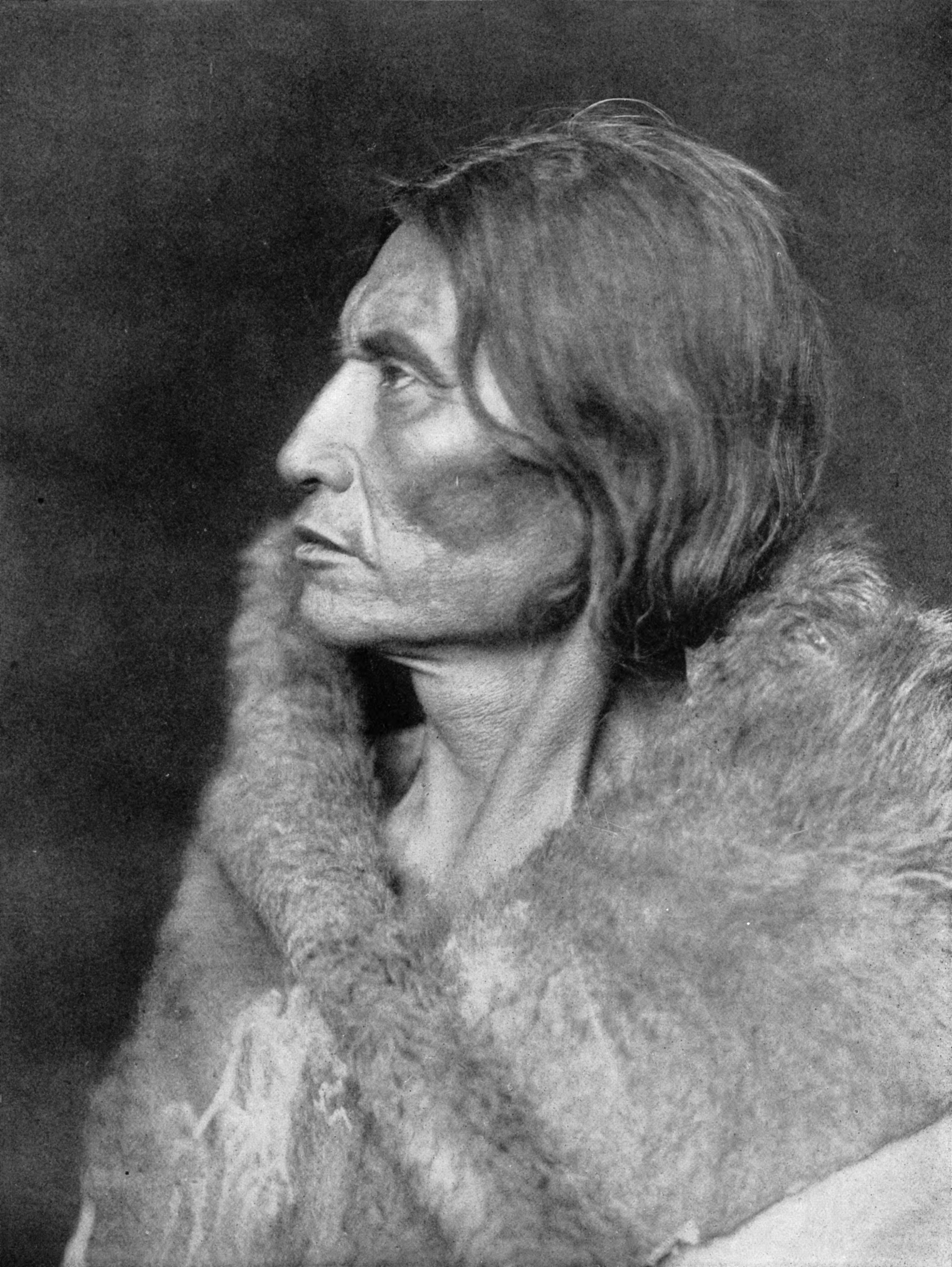
Ancià hualapai
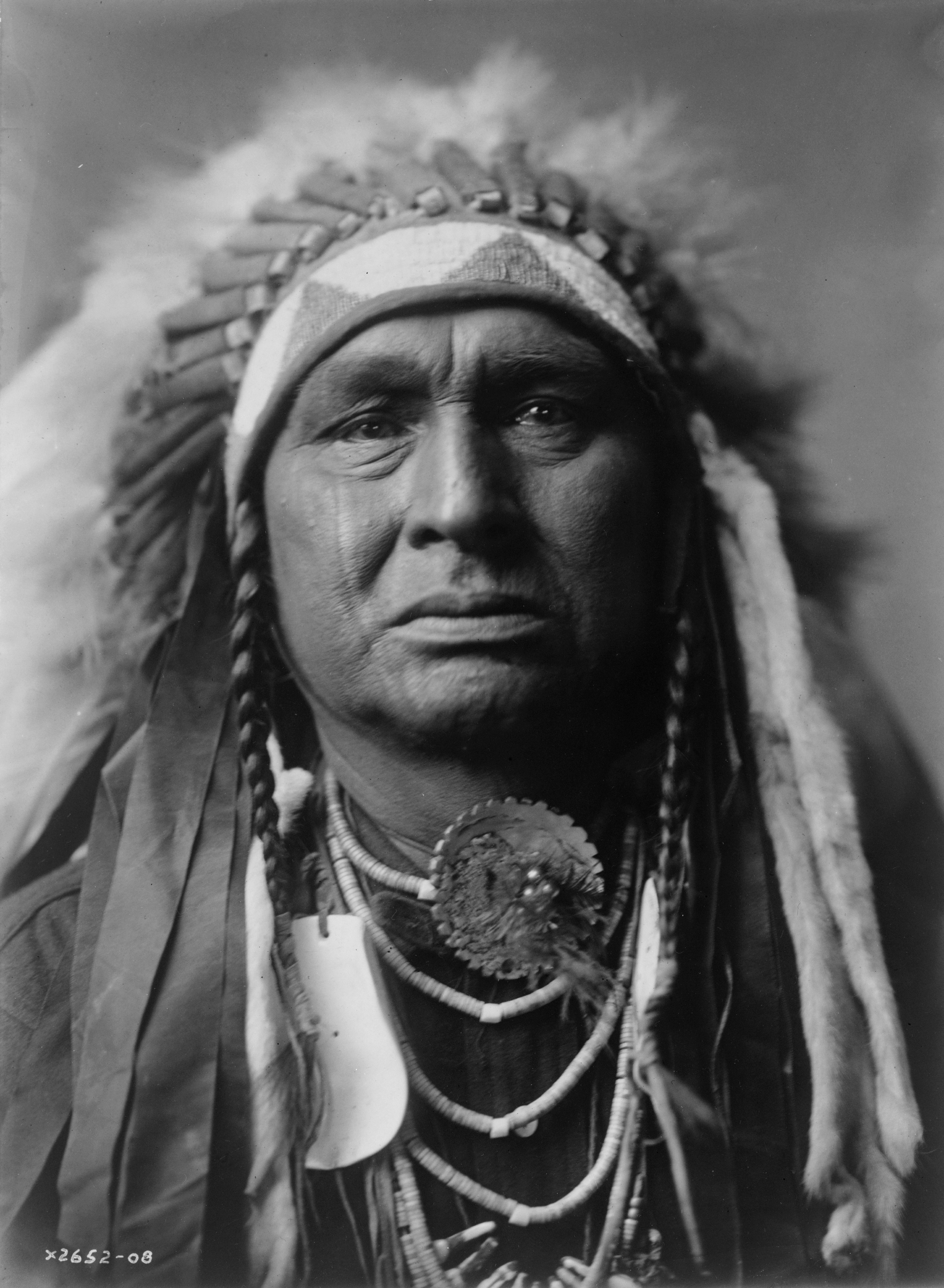
White-Man-Runs-Him, explorador crow a la campanya del General Custer
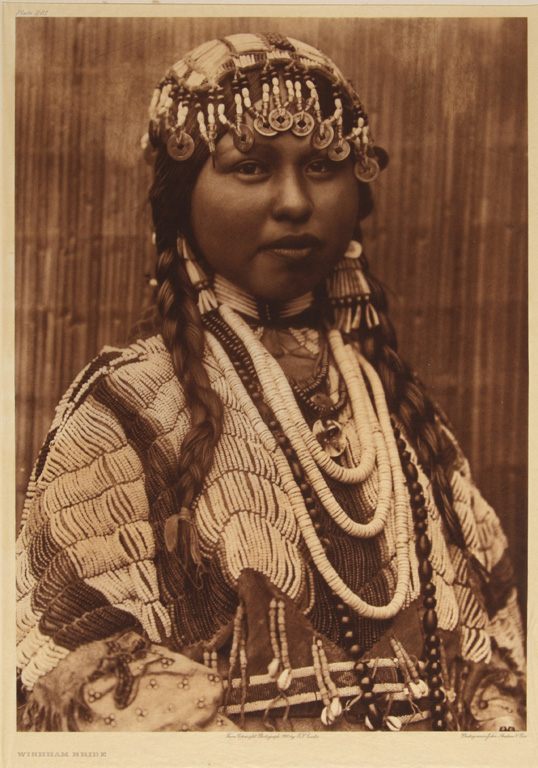
Núvia wishram